# Kahoka (Misuri)
Kahoka es una ciudad ubicada en el condado de Clark en el estado estadounidense de Misuri. En el Censo de 2010 tenía una población de 2078 habitantes y una densidad poblacional de 503,02 personas por km².

## Geografía
Kahoka se encuentra ubicada en las coordenadas 40°25′25″N 91°43′7″O / 40.42361, -91.71861. Según la Oficina del Censo de los Estados Unidos, Kahoka tiene una superficie total de 4.13 km², de la cual 4.05 km² corresponden a tierra firme y (1.88%) 0.08 km² es agua.

## Demografía
Según el censo de 2010, había 2078 personas residiendo en Kahoka. La densidad de población era de 503,02 hab./km². De los 2078 habitantes, Kahoka estaba compuesto por el 98.46% blancos, el 0.24% eran afroamericanos, el 0.14% eran amerindios, el 0.24% eran asiáticos, el 0% eran isleños del Pacífico, el 0.1% eran de otras razas y el 0.82% pertenecían a dos o más razas. Del total de la población el 0.72% eran hispanos o latinos de cualquier raza.